# أليس دونا
أليس دونا (بالفرنسية: Alice Dona)‏ هي مغنية وكاتبة غنائية ومغنية مؤلفة فرنسية، ولدت في 17 فبراير 1946 في ميزون ألفور في فرنسا.

## وصلات خارجية
- الموقع الرسمي
- أليس دونا على موقع IMDb (الإنجليزية)
- أليس دونا على موقع ميوزك برينز (الإنجليزية)
- أليس دونا على موقع ديسكوغز (الإنجليزية)
- أليس دونا على موقع قاعدة بيانات الفيلم (الإنجليزية)